# Necrolestes
Necrolestes is een geslacht van uitgestorven zoogdieren die 16 miljoen jaar geleden voorkwamen in het Vroeg-Mioceen. Het is het enige geslacht van de familie Necrolestidae. Necrolestes is de laatst bekende vertegenwoordiger van de Dryolestida.

## Leefwijze
Soorten uit dit geslacht konden tot 15 cm lang worden. Omdat de dieren vele fijne tanden hadden, veronderstelt men dat ze insecten of wormen aten. Op de snuit zat een gevoelig tastorgaan, waarmee de dieren hun voedsel zochten. Het is ook mogelijk dat de dieren ondergronds leefden. Ze hadden een compact lichaam, perfect om te graven met hun klauwachtige voorpoten en een 'omgekeerde' snuit.

## Vondsten
Van Necrolestes is een derde van het skelet bekend, waaronder het merendeel van de schedel. In Patagonië zijn in de Santa Cruz-formatie van meerdere individuen losse beenderen gevonden. Ook in de Sarmiento-formatie zijn fossielen van Necrolestes gevonden.

## Classificatie
Het geslacht Necrolestes omvat twee soorten: N. patagonensis en N. mirabilis. Necrolestes werd in 1891 aanvankelijk beschreven als een placentaire insectivoor en later geduid als een metatheriër. Betere vondsten hebben tot de huidige classificatie bij de Dryolestida geleid. Bij taxonomisch onderzoek in 2012 werd vastgesteld dat Necrolestes behoort tot de Meridiolestida met Cronopio als nauwe verwant.